# ビー・バップ・ア・ルーラ
「ビー・バップ・ア・ルーラ」（原題：Be-Bop-A-Lula）は、ジーン・ヴィンセント&ヒズ・ブルー・キャップスが1956年に発表した楽曲。後にビートルズのライヴで演奏され、また、ジョン・レノンやポール・マッカートニーを含む多くのアーティストによってカヴァーされた。

## 背景
クレジット上ではジーン・ヴィンセントとシェリフ・テックス・デイヴィスの共作だが、実際には、ヴィンセントと同じ海軍病院に入院していたドナルド・グレイヴスがソングライティングに関与したといわれる。この曲の成り立ちについては、クレジット通りヴィンセントとシェリフ・テックス・デイヴィスが作ったという説、ヴィンセントとグレイヴスが共作してシェリフ・テックス・デイヴィスがグレイヴスの版権を25ドルで買い取った説、それにグレイヴスが一人で書いてヴィンセントに50ドルで売ったという説がある。なお、1955年にヴィンセント及びグレイヴスと同じ病院に入り、同じ主治医にかかっていた"MG"なる人物の証言によれば、グレイヴが歌詞を書きヴィンセントがメロディを作ったという。
本作は当初、ジーン・ヴィンセント&ヒズ・ブルー・キャップスのデビュー・シングル「ウーマン・ラヴ」のB面曲としてリリースされたが、「ウーマン・ラヴ」はアメリカのラジオ局で人気を得られず、イギリスのBBCでは放送禁止になったため、発売元のキャピトル・レコードは本作をA面曲に変更した。

## 反響・評価
ヴィンセントの母国アメリカでは『ビルボード』のポップ・シングル・チャートで7位、カントリー・シングル・チャートで5位、R&Bシングル・チャートで8位を記録した。イギリスでは1956年7月13日付の全英シングルチャートに初登場し、7週チャート圏内に入って最高16位を記録した。
『ローリング・ストーン』誌が選出したオールタイム・グレイテスト・ソング500では103位にランク・イン。『NME』誌が選出した「1950年代のベスト・ソング100」では62位にランク・インした。また、ロックの殿堂公式サイトで選出された「ロックン・ロールを形作った500曲」の中にも含まれている。

## 他メディアでの使用例
映画『女はそれを我慢できない』（1956年公開）には、ジーン・ヴィンセント&ヒズ・ブルー・キャップスによる「ビー・バップ・ア・ルーラ」の演奏シーンがフィーチャーされている。ただし、撮影では最後まで演奏したにもかかわらず、完成した映画では前半しか使われなかったため、メンバーはがっかりしたという。
この曲は他にも多数の映画のサウンドトラックで使用された。例として『都市の夏』（1970年公開）、『危険な年』（1982年公開）、『カラー・オブ・ハート』（1998年公開）、『ノーウェアボーイ ひとりぼっちのあいつ』（2009年公開）等がある。

## カバー

### ジョン・レノンによるカバー
この曲は、ポール・マッカートニーが初めて買ったレコードである。また、1957年7月6日にマッカートニーがジョン・レノンと初めて会った時、マッカートニーはエディ・コクランの「トゥエンティ・フライト・ロック」に続いて「ビー・バップ・ア・ルーラ」をギターで弾いてみせ、その後リトル・リチャードの物真似をした。ビートルズによる公式なスタジオ録音のカヴァーは残されていないが、1962年12月にハンブルクのスター・クラブで録音されたライヴ音源は、ビートルズ非公認のライヴ・アルバム『デビュー! ビートルズ・ライヴ'62』（1977年）等、様々な形で発表された。
ビートルズ解散後、ジョン・レノンはアルバム『ロックン・ロール』（1975年）で「ビー・バップ・ア・ルーラ」をカヴァーしており、日本やスペインでは、シングルとしてもリリースされた。一方、ポール・マッカートニーはアルバム『公式海賊盤』（1991年）で「ビー・バップ・ア・ルーラ」をカヴァーした。また、デビュー前にビートルズを解雇されたピート・ベストも、この曲をアルバム『Casbah Coffee Club: Birthplace of the Beatles』（2000年）でカヴァーしている。

### その他のアーティストによるカバー
- 雪村いづみ - 井田誠一による日本語詞を加え「ビバップ・ルーラ」のタイトルで、1957年にシングル発売。同年の第8回NHK紅白歌合戦では、原曲の英語詞のみで歌唱した。
- エヴァリー・ブラザース - デビュー・アルバム『The Every Brothers』（1958年）に収録[20]。
- デヴィッド・キャシディ - アルバム『The Higher They Climb the Harder They Fall』（1975年）に収録[21]。
- カール・パーキンス - アルバム『Ol' Blue Suede's Back』（1978年）に収録[22]。
- ディメンテッド・アー・ゴー - アルバム『In Sickness & In Health』（1986年）に収録[23]。
- ケニー・ロギンス - CDシングル（1989年）に収録。（キリンモルトドライ CMソング）、ジャパニーズ・シングル・コレクション：グレイテスト・ヒッツ（2020年）に収録。
- ストレイ・キャッツ - カヴァー・アルバム『オリジナル・クール』（1993年）に収録。
- 鮎川誠 - アルバム『LONDON SESSION #1』（1993年）に収録[24]。
- ブライアン・セッツァー - アルバム『セッツァー・ゴーズ・インストゥル-メンタル』（2011年）にインストゥルメンタルとして収録。